# Municipio de Pelan
El municipio de Pelan (en inglés: Pelan Township) es un municipio ubicado en el condado de Kittson en el estado estadounidense de Minnesota. En el año 2010 tenía una población de 45 habitantes y una densidad poblacional de 0,49 personas por km².

## Geografía
El municipio de Pelan se encuentra ubicado en las coordenadas 48°40′20″N 96°28′14″O / 48.67222, -96.47056. Según la Oficina del Censo de los Estados Unidos, el municipio tiene una superficie total de 92.25 km², de la cual 92,08 km² corresponden a tierra firme y (0,19 %) 0,17 km² es agua.

## Demografía
Según el censo de 2010, había 45 personas residiendo en el municipio de Pelan. La densidad de población era de 0,49 hab./km². De los 45 habitantes, el municipio de Pelan estaba compuesto por el 100 % blancos. Del total de la población el 0 % eran hispanos o latinos de cualquier raza.